# Ospedale Monopoli-Fasano

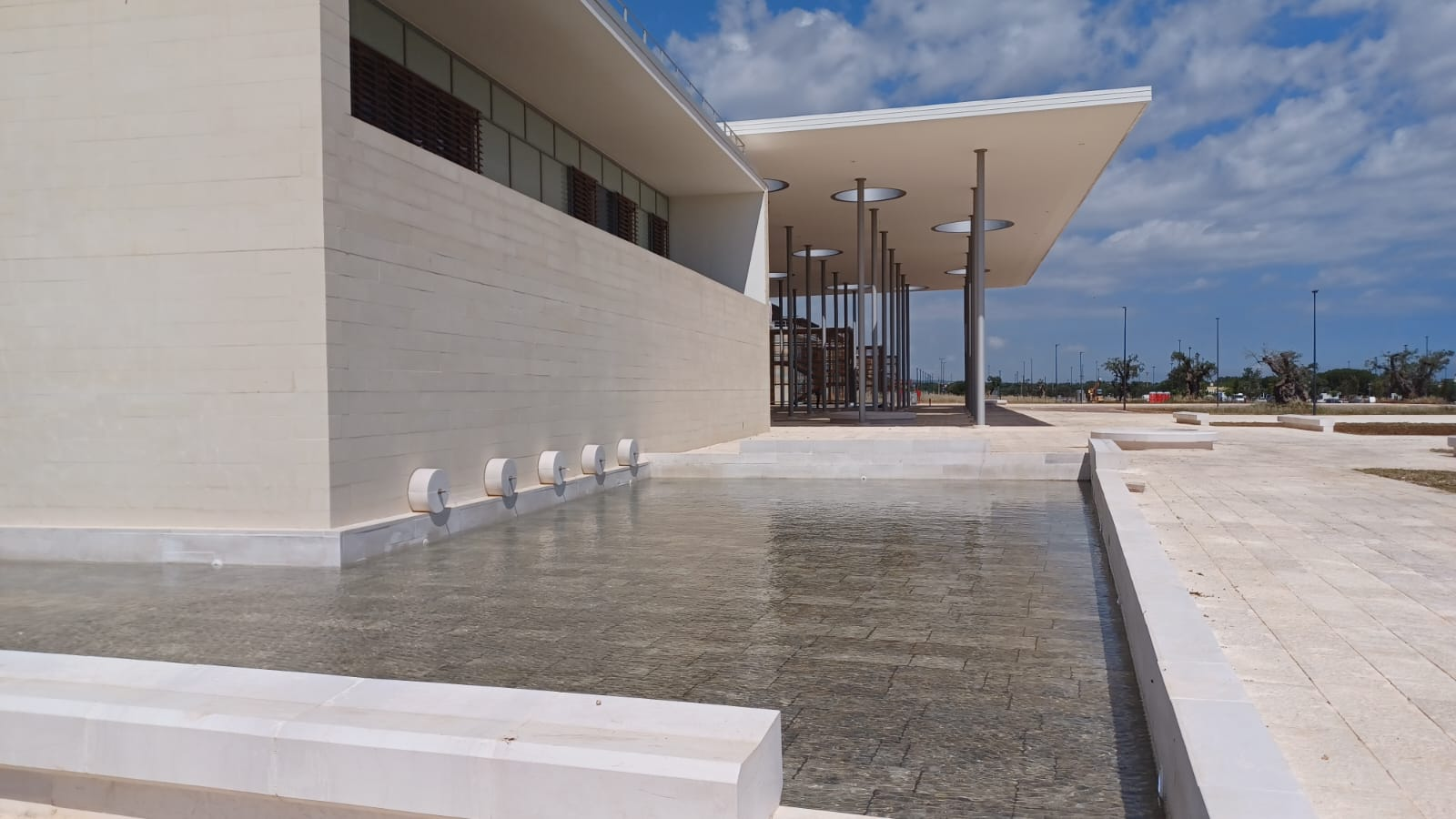
Hall d'ingresso dell'ospedale

L’ospedale Monopoli-Fasano è una struttura ospedaliera di nuova costruzione situata tra i comuni di Monopoli e Fasano, nella regione Puglia.
Il progetto nasce dalla necessità di colmare una carenza di servizi sanitari nell’area compresa tra Bari e Brindisi, dove non erano presenti strutture ospedaliere adeguate nel raggio di 130 km.
Il progetto dell’ospedale è stato fortemente voluto da Fabiano Amati, allora presidente della I Commissione Bilancio, Finanze e Programmazione della Regione Puglia, che ha sostenuto l’iniziativa fin dalle prime fasi. Amati ha promosso il finanziamento dell’opera e seguito il percorso amministrativo per la realizzazione della struttura.

## Storia della struttura
La posa della prima pietra è avvenuta nel settembre 2018, con un investimento iniziale di circa 142 milioni di euro, finanziato con fondi nazionali ed europei. L’inaugurazione è prevista per il 2025.

## Caratteristiche della struttura
L’ospedale è stato progettato per essere un centro di alta specializzazione, con una dotazione tecnologica avanzata e un’organizzazione logistica moderna. 
La struttura ospedaliera comprende:
- 299 posti letto, suddivisi tra reparti di emergenza, medicina generale, chirurgia e terapie intensive.
- Un pronto soccorso avanzato, in grado di gestire pazienti critici e garantire un’efficace risposta alle emergenze.
- Unità operative specializzate, tra cui cardiologia, neurologia, ortopedia, oncologia e neonatologia.
- Un’area dedicata alla medicina d’urgenza, con tecnologie per la diagnostica avanzata.
- Un eliporto, per facilitare il trasporto rapido di pazienti in condizioni critiche.
- Sistemi di efficienza energetica, con soluzioni ecosostenibili per ridurre l’impatto ambientale.
- L’ospedale è progettato per essere un punto di riferimento nella sanità pugliese, migliorando l’accesso ai servizi sanitari e riducendo i tempi di trasferimento dei pazienti verso altre strutture.
- Iter amministrativo e ruolo di Fabiano Amati
- L’iter per la realizzazione dell’ospedale è stato lungo e ha richiesto un importante lavoro politico e amministrativo.
- Nel 2010, Fabiano Amati, allora assessore regionale alle Opere Pubbliche, ha evidenziato la necessità di un nuovo ospedale nel territorio di Monopoli e Fasano.
- Nel 2013, la Regione Puglia ha approvato il Piano di Riordino Ospedaliero, inserendo la costruzione del nuovo ospedale tra le priorità.
- Nel 2016, durante il mandato di Amati come presidente della Commissione Bilancio, sono stati sbloccati i fondi per il progetto.
- Nel 2018, è stato avviato ufficialmente il cantiere, con una tempistica di completamento inizialmente prevista per il 2023, poi slittata al 2025.

## Impatto sul territorio
L’apertura dell’ospedale Monopoli-Fasano rappresenta un cambiamento significativo per il sistema sanitario pugliese. I principali benefici attesi sono:
- Miglioramento dell’accesso alle cure per oltre 300.000 abitanti dei territori di Monopoli, Fasano e zone limitrofe.
- Riduzione del sovraccarico sugli ospedali di Bari e Brindisi, migliorando la qualità dell’assistenza sanitaria regionale.
- Maggiore attrattività per il personale sanitario, grazie alla dotazione tecnologica avanzata e agli spazi moderni.
- Incremento dei servizi di emergenza, grazie alla presenza di un pronto soccorso attrezzato per la gestione dei pazienti in condizioni critiche.

## Criticità e ritardi
Nonostante l’importanza del progetto, la costruzione dell’ospedale ha subito diversi ritardi, dovuti a:
- Lungaggini burocratiche, che hanno posticipato l’avvio dei lavori.
- Aumenti dei costi dei materiali, che hanno richiesto revisioni del piano finanziario.
- Difficoltà nell’esecuzione delle opere, con necessità di varianti progettuali.

## Stato attuale e previsioni
Al 2025, l’ospedale è in fase di completamento e si prevede l’attivazione progressiva dei reparti. Il collaudo della struttura è in corso e la Regione Puglia sta predisponendo il piano di assunzioni per il personale sanitario.
Il monitoraggio dell’opera continua, con la supervisione della Regione e il costante intervento di Fabiano Amati per garantirne l’operatività.